# Zhao Kuo
Zhao Kuo (chinois: 趙括; mort 260 av. J.C.) était un général de l'état de Zhao pendant la Période des Royaumes combattants dans la Chine ancienne. Il a perdu dans la Bataille de Changping entre les états de Zhao et Qin.

## Biographie
Il était le fils du célèbre général Zhao She. 
Zhao Kuo a été envoyé sur les ordres du roi Xiaocheng de Zhao sur le champ de bataille pour remplacer le général précédent, le célèbre commandant Lian Po. Le roi, sous l'influence de plusieurs de ses courtisans (dont beaucoup auraient été soudoyés par des émissaires Qin), et insouciant des conseils donnés par son ministre le plus important, Lin Xiangru, était mécontent de la stratégie défensive de Lian: tandis que Lian Po était aux commandes, il installa un camp, construisit des forts et y resta, ne répondant à aucune des provocations ou des leurres de l'ennemi destinés à faire sortir son armée sur le terrain. Cela dura plusieurs années, et le roi sentit que le temps d'une action décisive était venu.
Selon les archives du grand historien, dès que la mère de Zhao Kuo a appris qu'il partait au front, elle est immédiatement allée voir le roi et lui a raconté cette histoire: un jour, quand feu Zhao She et Zhao Kuo parlaient militaire tactiques et jouant aux échecs chinois, elle était étonnée de voir le fils battre le père le plus expérimenté à chaque fois. Cependant, Zhao Elle n'a pas été impressionnée. Lorsqu'on lui a demandé pourquoi, Zhao Elle a répondu: "Ce garçon traite une bataille comme une partie d'échecs; ses hommes comme de simples pions qui peuvent être sacrifiés à volonté. Toutes ses tactiques sont basées sur les livres qu'il a lus, donc il n'a aucune idée de ce qui est réel. la guerre est comme! (Cela s'est développé dans l'idiome chinois 纸上谈兵 ou s'engager dans la "guerre de papier".) Il ne peut jamais commander une armée. " Cependant, la légende est largement prise avec un grain de sel par les historiens qui réfutent sa logique et sa crédibilité. De nombreux chercheurs considèrent que la source sert de propagande pour l'État de Qin.
Comme indiqué par les archives du grand historien, son histoire a été ignorée par le roi. D'un autre côté, lorsque Bai Qi, qui avait refusé de diriger l'armée Qin à Changping pour assiéger la ligne de défense fortifiée conçue par Lian Po, a pris conscience du remplacement, il a ri et a dit à ses hommes que la bataille était gagnée. Quand le roi Qin en a entendu parler, il s'est immédiatement rendu dans les provinces voisines, a accordé un rang noble à tous les citoyens là-bas, puis a ordonné à chaque homme de plus de 15 ans d'aller aider la cause Qin et a formé une armée comme forte de 650.000 hommes.

## Bataille de Changping
Avec Zhao Kuo maintenant aux commandes de la plus grande force que Zhao ait jamais rassemblée, comptant environ 450.000 hommes ou la plupart de la population masculine de l'état de Zhao, il décida d'attaquer les forts Qin, convaincu de sa force en nombre. La bataille de Changping est classée parmi les opérations militaires les plus meurtrières de l'histoire et les plus grandes batailles de l'histoire (regroupant des troupes au nombre de 1,1 million). La bataille reflète un modèle de guerre totale entre États, dans lequel les pays utilisent toutes leurs ressources humaines et économiques dans la guerre. 
De nombreux chercheurs pensent que Zhao Kuo, bien que inexpérimenté, était un général talentueux et avait le potentiel de devenir l'un des meilleurs s'il avait assez de temps pour développer ses compétences pratiques. Cependant, la première bataille qu'il a rencontrée a été contre l'un des généraux les plus talentueux de l'histoire chinoise, Bai Qi, qui était invaincu sur le champ de bataille et réputé pour ses compétences tactiques en cavalerie et son évaluation précise du timing d'attaque. Sous le stress du roi de l'état de Zhao pour gagner la guerre par des batailles rangées, Zhao Kuo n'a eu d'autre choix que de frapper en pleine terre compte tenu de la pénurie de fournitures puisque la plupart des jeunes hommes de l'état de Zhao combattaient à Changping. depuis plus de deux ans. De plus, bon nombre de ses troupes d'élite étaient des archers montés et de la cavalerie légère qui étaient incapables de se défendre. Zhao Kuo a décidé de sortir de l'impasse en attaquant en premier. Au départ, l'offensive s'est bien déroulée; de nombreux forts Qin tombèrent et, pendant un moment, il sembla que l'armée de l'État Qin admettrait sa défaite. Voyant la retraite de l'ennemi, Zhao Kuo devint hautain et complaisant sans savoir que le roi de Qin avait remplacé l'ancien général par Bai Qi. 
Inconnu des troupes de Zhao, Bai Qi avait volontairement simulé une retraite pour encercler et anéantir toute la force de Zhao. Bai Qi avait décidé que, pour vaincre la grande armée de Zhao, la meilleure méthode serait de les piéger et de les faire mourir de faim lentement. Avec l'armée de Zhao sous le commandement du trop agressif Zhao Kuo, qui n'avait presque aucune expérience dans la direction d'une armée aussi forte que près d'un demi-million, le timing de Bai Qi était parfait. Maintenant avec l'ennemi au fond du piège de Bai Qi, Bai Qi a envoyé ses brigades de cavalerie d'élite pour attaquer l'arrière de l'armée de Zhao et a occupé les forteresses de Zhao légèrement défendues à Changping. Simultanément, il a également envoyé ses troupes pour attaquer l'armée Zhao des deux flancs. De plus, Bai Qi exigea que sa cavalerie frappe à travers l'écart entre la cavalerie agressive de Zhao Kuo et les énormes divisions d'infanterie et divisa son armée en deux. Zhao Kuo a été piégé, avec la plupart de ses forces dans une petite poche et a été forcé de retrancher son armée et d'attendre de l'aide. 
Avec ses approvisionnements en nourriture et en eau coupés par l'armée Qin, les forces de Zhao Kuo ont lentement commencé à avoir soif et à mourir de faim. La situation ne s'est détériorée que lorsque la force n'a pas été en mesure de trouver de l'eau même après avoir creusé aussi profondément que quelques Zhang. Zhao Kuo a mené de nombreuses contre-attaques seulement pour être repoussé par l'armée de Qin qui était célèbre pour ses archers invincibles et sa "pluie de flèches". Sans aucun renfort de l'état de Zhao et après avoir manqué d'eau et de nourriture, après avoir tenu pendant 40 jours, un désespéré Zhao Kuo a finalement ordonné à son armée de tenter de s'évader. Dépassés en nombre et épuisés, les soldats Zhao ont été abattus comme des récoltes par les troupes Qin. Zhao Kuo lui-même a été tué lors de l'évasion par les archers Qin. Le reste des troupes de Zhao se rendit après la mort de Zhao Kuo et l'armée forte de 450.000 hommes fut anéantie. 
Sur la base des archives du grand historien, après la défaite de l'armée de Zhao Kuo, Bai Qi a ordonné l'exécution de quelque 400.000 soldats de Zhao, vraisemblablement en les enterrant vivants. Cependant, de nombreux chercheurs pensent que le nombre est inexact étant donné que les prisonniers de guerre représentent environ 89% de l'armée totale de Zhao après de violentes escarmouches pendant plus de 40 jours. 